# Grixin
Grixin (en rus: Гришин) és un poble (un khútor) de l'óblast de Volgograd, a Rússia, segons el cens del 2010 tenia 11 habitants.